# Annals of Neurology
Annals of Neurology (bibliographische Abkürzung: Ann. Neurol.) ist eine medizinische Fachzeitschrift. Die Beiträge durchlaufen ein Peer-Review-Verfahren und behandeln alle Teilgebiete der Neurologie und teilweise der Neurowissenschaften. Annals of Neurology ist die Zeitschrift der American Neurological Association (ANA) und der Child Neurology Society.
2018 betrug der Impact Factor von Annals of Neurology 9,496.